# پدیده فی
پدیده فی (انگلیسی: Phi phenomenon) یکی از مفاهیم مهم در روان‌شناسی گِشتالت است و به‌طور ساده یعنی: وقتی چند تصویر ثابت به سرعت پشت سر هم نمایش داده شوند، مغز ما آن‌ها را به صورت یک حرکت پیوسته و روان درک می‌کند.
برای نمونه، اگر یک نقطهٔ روشن روی صفحه در یک نقطه ظاهر شود و کمی بعد در نقطه‌ای دیگر، مغز ما فکر می‌کند که نقطه در حال حرکت از یک جا به جای دیگر است، در حالی که واقعاً فقط دو تصویر ثابت بوده است.
مثال: همهٔ فیلم‌ها و پویانمایی‌ها براساس همین پدیده ساخته می‌شوند. در فیلم، پشت سر هم تصاویری ثابت پخش می‌شود، اما ما حرکت پیوسته شخصیت‌ها را می‌بینیم.

## نمایش آزمایشی
در آزمایش‌های کلاسیک ورتایمر، دو خط یا منحنی نوری به‌ترتیب و با فاصلهٔ زمانی کوتاه توسط دستگاهی به‌نام تُندنما به نمایش گذاشته شدند. اگر فاصلهٔ زمانی و مکانی بین این دو محرک مناسب بود، افراد (از جمله همکاران ورتایمر یعنی ولفگانگ کهلر و کورت کافکا) حرکتی بدون شیء مشخص را احساس می‌کردند.
با این حال، مشاهدهٔ پایدار و قانع‌کنندهٔ پدیدهٔ «حرکت فی» دشوار بود. برای آسان‌تر کردن نمایش این پدیده، روان‌شناسان امروزی روشی به نام «مگنی-فی» طراحی کردند: مجموعه‌ای از دیسک‌های یکسان در یک دایره چیده می‌شوند و یکی از دیسک‌ها به‌سرعت و به‌ترتیب ساعتگرد یا پادساعتگرد ناپدید می‌شود. این روش مشاهدهٔ حرکت سایه‌مانند را آسان‌تر می‌کند و نسبت به تغییراتی مانند زمان‌بندی، اندازه، شدت نور، تعداد دیسک‌ها و فاصلهٔ دید مقاوم است.
همچنین اگر در آزمایشی تنها از دو عنصر استفاده شود ولی زمان‌های نمایشی آن‌ها کمی همپوشانی داشته باشد (یعنی دوره‌های روشن بودنشان تا حدودی روی هم بیفتد)، دیدن پدیدهٔ فی ساده‌تر می‌شود. در این حالت، بیننده دو شیء را ثابت می‌بیند و تصور می‌کند که شیء اول بازگشته، نه این‌که شیء دیگری جابه‌جا شده است. دو شرط برای مشاهدهٔ خالص این پدیده لازم است: فاصلهٔ زمانی قطع هر شیء نباید بیش از ۱۵۰ میلی‌ثانیه باشد و این فاصله نباید از ۴۰٪ کل دورهٔ محرک بیشتر شود.

## توهم فی معکوس
توهم فی معکوس هم وجود دارد: زمانی که دو تصویر مشابه با تناوب بالا و در کنار هم ظاهر شوند، ممکن است حرکتی خلاف جهت واقعی احساس شود. این پدیده اغلب با الگوهای سیاه و سفید دیده می‌شود و تصور می‌شود که نتیجهٔ تغییرات در درک روشنی (روشنایی) تصویر باشد. این اثر با مدل‌های میدان گیرندهٔ بینایی توضیح داده می‌شود که در آن محرک‌ها به‌صورت فضایی جمع می‌شوند و مرزهای تصویر اندکی محو می‌شود، در نتیجه برداشت روشنی تغییر می‌کند.
چهار پیش‌بینی از این مدل تأیید شده است:
1. در مرکز بینایی (لکه زرد چشم)، اگر جابه‌جایی بیش از عرض میدان گیرنده باشد، توهم فی معکوس از بین می‌رود.
2. در محیط شبکیه (حاشیه‌های چشم)، این توهم با جابه‌جایی‌های بزرگ‌تر هم حفظ می‌شود چون میدان‌های گیرنده در آنجا وسیع‌ترند.
3. محو کردن تصویر (مثلاً با عدسی خارج از فوکوس) اثر توهم را افزایش می‌دهد.
4. هرچه جابه‌جایی بین تصاویر مثبت و منفی کمتر باشد، شدت توهم بیشتر می‌شود.

در نهایت، سامانهٔ بینایی انسان پدیده‌های فی مستقیم و معکوس را به‌صورت مشابه و بر پایهٔ روشنایی نقطه‌به‌نقطه پردازش می‌کند، نه به‌طور کلی یا یکپارچه.